# Pat Paterson
Pat Paterson, anagraficamente Eliza Paterson (Bradford, 10 aprile 1910 – Phoenix, 24 agosto 1978), è stata un'attrice inglese.
Benché abbia girato più di 20 film, è più nota come moglie dell'attore Charles Boyer, cui diede un figlio, morto suicida all'età di 21 anni per una delusione amorosa.

## Biografia

### Infanzia e primi anni
Nata Eliza Paterson il 10 aprile 1910 al n.74 di Fitzgerald Street, Horton, un suburbio di Bradford, West Riding of Yorkshire, era figlia dell'inglese Hannah Holroyd e dello scozzese, John Robb Paterson. Era la seconda di tre figli.
Fin dall'infanzia fu chiamata Cis (per fare rima con kiss) o Cissie, un soprannome inglese tradizionale dato alle ragazze di nome Elizabeth o qualche variante (Eliza, Elspeth, etc.). All'età di dodici anni aveva già svolto localmente attività di attrice e di modella.

### Gli inizi a Hollywood
Nel 1928, sebbene avesse solo 18 anni (la maturità legale allora nel Regno Unito era di 21 anni) convinse i suoi genitori a consentirle di andare a Hollywood, ove giunse nel 1929 e fu scritturata dalla 20th Century Fox come attrice a contratto. Iniziò a ottenere ruoli cinematografici e fu rinominata subito Patricia (nome poco dopo abbreviato in Pat) Paterson, poiché il suono Pat-Paterson aveva un "ritmo" orecchiabile.
Dal 1930 al 1934 comparve in numerosi film di diverse case produttrici, in ruoli di sempre maggior importanza. Nel 1935, nel film della 20th Century Fox Il segreto delle piramidi, interpretò il ruolo femminile principale, quello di Carol Arnold. All'inizio del 1934 Maurice Chevalier persuase il suo miglior amico di lunga data, l'attore Charles Boyer, a partecipare a un pranzo presso gli studi della Fox al quale Pat Paterson era ospite. In un'intervista anni dopo Boyer dichiarò che quell'incontro conviviale era stato l'occasione di un innamoramento a prima vista. Boyer e Paterson si sposarono quattro settimane dopo l'incontro al pranzo, il 14 febbraio (giorno di San Valentino) 1934 a Yuma, in Arizona.

### Successiva carriera a Hollywood
I media americani sostennero che Boyer avesse dichiarato di volere che la moglie lasciasse la carriera cinematografica per dedicarsi alla famiglia. Tuttavia Paterson continuò a recitare e ottenne il suo maggior successo commerciale nei cinque anni successivi al suo matrimonio con Boyer. Apparve in almeno un film all'anno fino allo scoppio della seconda guerra mondiale nel 1939, quando lei, il marito e Maurice Chevalier, in quanto europei, si dedicarono a sostenere gli sforzi bellici di Gran Bretagna e Francia. Fu la guerra che di fatto pose fine alla sua carriera. Il 9 dicembre 1943, due anni dopo che il marito Charles era diventato cittadino americano, Paterson diede alla luce il loro unico figlio, Michael Charles Boyer.

### La morte del figlio
Secondo l'Associated Press, dopo la mezzanotte del 23 settembre 1965, il ventunenne Michael Charles Boyer si suicidò con un colpo di rivoltella alla tempia nella sua casa di Coldwater Canyon. Due testimoni, un ospite e la sua ragazza, erano presenti nella casa. La ragazza di Michael gli aveva appena detto di non voler più rivederlo. Michael rispose che non avrebbe più potuto vivere senza di lei, definendosi un "perdente", entrò nel suo studio e si udì un solo sparo. Successivamente, i giornali scrissero che prima Michael aveva sparato da una finestra di casa sua mentre giocava alla roulette russa, dando quindi per possibile una morte accidentale. In quel momento Charles Boyer stava girando un film a Parigi e rientrò a Los Angeles dopo che la moglie gli ebbe comunicato per telefono la tragica notizia.

### Decesso
Pat Paterson morì a Phoenix, in Arizona, il 24 agosto 1978 a causa di un tumore al cervello. Charles Boyer si suicidò due giorni dopo assumendo un'overdose di secobarbital. Le salme di Pat e Charles sono inumate insieme a quella del figlio nel Cimitero della Santa Croce a Culver City, in California.

## Filmografia
- The Professional Guest, regia di George King (1931)
- The Other Woman, regia di G.B. Samuelson (1931)
- The Great Gay Road, regia di Sinclair Hill (1931)
- Lord Babs, regia di Walter Forde (1932)
- Partners Please, regia di Lloyd Richards (1932)
- Here's George (1932)
- Ottocento romantico (Bitter Sweet), regia di Herbert Wilcox (1933)
- Head of the Family, regia di Jean Daumery (1933)
- The Right to Live, regia di Albert Parker (1933)
- The Medicine Man, regia di Redd Davis (1933)
- The Love Wager, regia di A. Cyran (1933)
- The Laughter of Fools, regia di Adrian Brunel (1933)
- Beware of Women,  regia di George King (1933)
- Alla conquista di Hollywood (Bottoms Up), regia di David Butler (1934)
- Call It Luck, regia di James Tinling (1934)
- Love Time, regia di James Tinling (1934)
- Lottery Lover, regia di Wilhelm Thiele (1935)
- Il segreto delle piramidi (Charlie Chan in Egypt), regia di Louis King (1935)
- Il dissipatore (Spendthrift), regia di Raoul Walsh (1936)
- 52nd Street, regia di Harold Young (1937)
- Hollywood Goes to Town (1938) - documentario
- Spregiudicati (Idiot's Delight), regia di Clarence Brown (1939)